# Franziskus Dellgruen
Franziskus Adolph Dellgruen (* 14. Oktober 1901 in Köln; † 26. März 1984 in Berlin) war ein deutscher Maler und Graphiker der Moderne.

## Leben und Werk
Franziskus Dellgruen war von 1917 bis 1922 Schüler der Kunstgewerbeschule in Köln. In den Jahren 1923 bis 1927 studierte er als Meisterschüler von Robert Sterl an der Akademie der Künste in Dresden. Dellgruen erhielt 1927 das Jubiläumsstipendium der Stadt Dresden. Zeitweilig war er Gaststudent bei Oskar Kokoschka. Nach einem Studienaufenthalt in Italien kam er 1928 nach Berlin, wonach er bis 1931 als Meisterschüler von Max Slevogt an der Akademie der Künste studierte.
In den folgenden Jahren lebte er als freischaffender Künstler in Berlin. Er beteiligte sich an den damals großen Berliner Kunstausstellungen regelmäßig, zuletzt 1933 an der Frühjahrsausstellung am Pariser Platz, die noch von Max Liebermann eröffnet wurde. In der NS-Zeit fand er Ablehnung.
Im Zweiten Weltkrieg wurde Dellgruen als Soldat eingezogen und musste in Russland kämpfen. Bei einem Bombenangriff verlor er, selber fern der Heimat, nahezu sein gesamtes Frühwerk. Nach der Rückkehr aus der Kriegsgefangenschaft 1945 schuf Franziskus Dellgruen fortan Werke in zahlreichen Stilrichtungen. In der weiteren Zeit gelang es nur wenigen Institutionen und Galerien, den introvertierten Künstler zu Ausstellungen zu animieren. Einige Bilder und Portraitzeichnungen Dellgruens befinden sich u. a. im Berliner Schlosspark- und Schillertheater. Reisen unternahm er nach Ost- und Südeuropa, Israel und Tunesien.

## Ausstellungen
- Freie Berliner Kunstausstellungen (FBK)
- 2014: Robert-Sterl-Haus in Naundorf: Gemälde und Zeichnungen des Sterl-Schülers – Sonderausstellung[1]

## Belege
1. ↑  Sonderausstellungen (Memento vom 19. Januar 2014 im Webarchiv archive.today), Robert-Sterl-Haus

| Personendaten    | Personendaten                                     |
| ---------------- | ------------------------------------------------- |
| NAME             | Dellgruen, Franziskus                             |
| ALTERNATIVNAMEN  | Dellgruen, Franziskus Adolph (vollständiger Name) |
| KURZBESCHREIBUNG | deutscher Maler und Graphiker                     |
| GEBURTSDATUM     | 14. Oktober 1901                                  |
| GEBURTSORT       | Köln                                              |
| STERBEDATUM      | 26. März 1984                                     |
| STERBEORT        | Berlin                                            |